# Șîroka Balka, Ivanivka
Șîroka Balka (în ucraineană Широка Балка) este un sat în comuna Novomîkolaiivka din raionul Ivanivka, regiunea Herson, Ucraina.

## Demografie
Componența lingvistică a localității Șîroka Balka
     Ucraineană (98,1%)
     Română (1,27%)
     Alte limbi (0,63%)
Conform recensământului din 2001, majoritatea populației localității Șîroka Balka era vorbitoare de ucraineană (98,1%), existând în minoritate și vorbitori de română (1,27%).